# Skořenice
Skořenice (en allemand : Skorenitz) est une commune du district d'Ústí nad Orlicí, dans la région de Pardubice, en République tchèque. Sa population s'élevait à 409 habitants en 2024.

## Géographie
Skořenice se trouve à 4 km au nord du centre de Choceň, à 15 km au nord-ouest d'Ústí nad Orlicí, à 32 km à l'est de Pardubice et à 128 km à l'est de Prague.
La commune est limitée par Kostelecké Horky et Borovnice au nord, par Koldín à l'est, par Choceň au sud, et par Běstovice et Bošín à l'ouest.

## Histoire
La première mention écrite de la localité date de 1373.

## Galerie

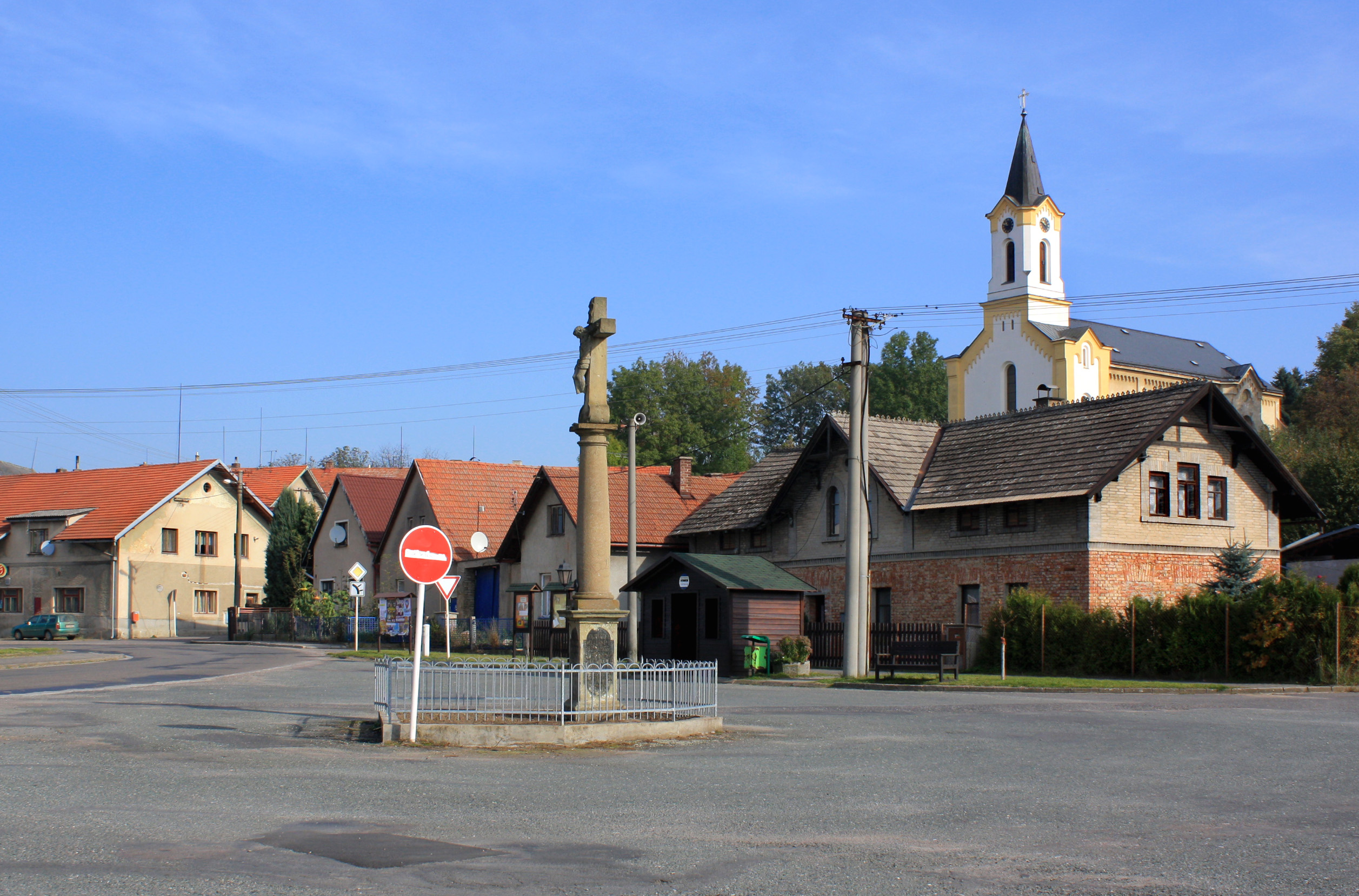
Centre de Skořenice.
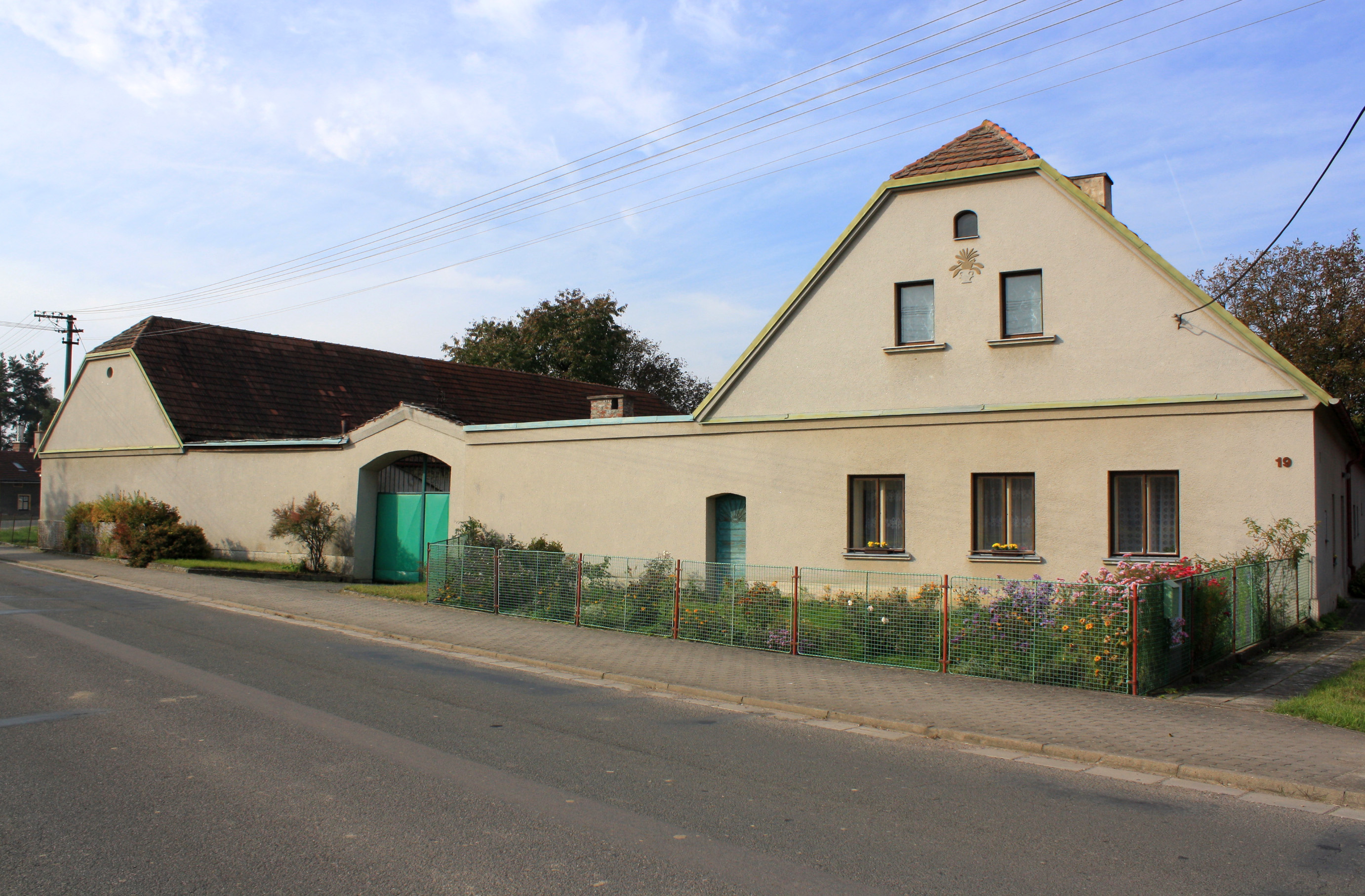
Skořenice. : ancienne ferme.

## Transports
Par la route, Skořenice trouve à 4,2 km de Choceň, à 20 km d'Ústí nad Orlicí, à 43 km de Pardubice et à 153 km de Prague. 